# Signum Regis
Signum Regis es una banda eslovaca de power metal, que fue creada en 2007 por el bajista y compositor Ronnie König. Aunque es etiquetada como una banda de power metal, su música puede ser clasificada también como melodic metal centrada en guitarras pesadas y rápidas.

## Miembros
Miembros actuales
- Ronnie König - Bajo y coros
- Filip Koluš - Guitarras
- João "Jota" Fortinho - Voz
- Ján Tupý - Teclados y coros
- Jaro Jančula - Batería

Miembros anteriores
- Mayo Petranin - Voz
- Göran Edman - Voz
- Ado Kaláber - Guitarras
- Luděk Struhař - Batería
- Adrian Ciel - Batería

## Artistas invitados
Voces
- Göran Edman
- Lance King[5]
- Michael Vescera
- Matt Smith
- Daísa Munhoz
- Eli Prinsen
- Samuel Nyman
- Thomas L. Winkler

Otros
- Libor Krivák - Guitarra principal (Symphonity)
- Ivo Hofmann - Teclados (Symphonity)

## Discografía
En estudio
- The Seal of a New World (2019)
- Decennium Primum (2017)
- Chapter IV: The Reckoning (2015)
- Exodus (2013)
- The Eyes of Power (2010)
- Signum Regis (2007)

EP
- Addendum Primum (2017)
- Through The Storm (2015)

## Cronología
Cronograma